# 徐邈 (三國)
徐邈（171年—249年），字景山，燕國薊人。東漢末及三國時曹魏官員，曾任多個地方首長官職，尤以管理涼州最為出色。

## 生平
曹操平定河北後，召命徐邈為丞相軍謀掾，試守奉高令，後任東曹議令史。建安十八年（213年）被任命為尚書郎。後來先後領隴西和南安太守。曹丕稱帝後，先後任譙相、平陽太守、安平太守和潁川典農中郎將，都因治績而聞名，於是被賜爵關內侯。後來遷任撫軍大將軍軍師。
曹叡即位後，因為涼州偏遠而與蜀漢接壤，於是任命徐邈為涼州刺史，使持節領護羌校尉，出駐涼州。到達時，正正遇上蜀漢丞相諸葛亮發動的第一次北伐，天水、南安和安定三郡都叛魏響應諸葛亮，徐邈有派兵討平叛變南安城。後來徐邈見涼州雨量偏少，穀物收成過少而經常缺乏，於是一方面修建鹽池以收購周邊少數民族的穀物；另一方則開懇水田，招募貧民作佃戶耕作。最終令到當地人家家富足，而倉庫亦放滿穀物，徐邈更將多出來的穀物換了金錢、布帛和馬匹等，供給全國其他地方使用。徐邈又教化當地人民和通西域，令百姓歸附和西域外族進貢。後來又因討伐叛亂的羌人柯吾有功，封都亭侯，加建威將軍。徐邈對羌胡外族，不會過問他們的小犯錯，而犯下大罪後，亦會先向他們的部族首領報告，然後才處罰，應處死者亦會按法處斬，藉以建立威信。由於處事公允，令涼州內安定和平。
正始元年（240年），徐邈被徵任為大司農，後遷任司隸校尉，百官都敬憚他。後來被任命為光祿大夫，九年四月升任司空，但徐邈認為三公地位重要，自己只是老病的人，寧願讓職位懸空也不能由他擔任；於是拒絕接受任命。嘉平元年（249年），以光祿大夫身份在家逝世，諡穆侯。嘉平六年（254年），朝廷下詔追思並褒獎徐邈、胡質和田豫，賜三人家室二千斛穀和三十萬錢，並布告天下。

## 性格特徵
- 徐邈任尚書郎時，朝廷禁酒，但徐邈喜歡喝酒，竟然私自喝酒，更加喝醉了。校事趙達走來詢問公事，徐邈則說「中聖人」。趙達於是向曹操報告，曹操大怒，幸好鲜于辅為徐邈解說求情才得以免於處刑。後來曹丕問徐邈還有沒有喝醉酒，徐邈則直認自己不能自制，仍然經常喝醉酒，更說是他喝醉酒才令到曹丕認識他。曹丕大笑。

- 徐邈得到的賞賜都全部分發給部下，沒有一樣留給自己和家人，因此妻兒衣食都不充足，明帝見此，就定時向徐邈家供給物資。

## 評論
- 陳壽：「徐邈清尚弘通，掌統方任，垂稱著績。可謂國之良臣，時之彥士矣。」
- 盧欽：「徐公志高行絜，才博氣猛。其施之也，高而不狷，絜而不介，博而守約，猛而能寬。聖人以清為難，而徐公之所易也。」

## 子女
- 徐武，徐邈之子，嗣侯。
- 徐氏，嫁王濬。

## 延伸阅读
[在维基数据编辑]
 《三國志·卷27》，出自陳壽《三國志》

1. ↑  《三國志·魏志·齊王紀》：〔正始九年〕四月，以司空高柔為司徒；光祿大夫徐邈為司空，固辭不受。